# Hardeep Singh Nijjar
Hardeep Singh Nijjar (11 tháng 10 năm 1977 – 18 tháng 6 năm 2023) là một người theo chủ nghĩa ly khai Khalistan Canada gốc Sikh. Nijjar bị chính quyền Ấn Độ truy nã và bị liệt vào danh sách khủng bố theo Đạo luật ngăn chặn các hoạt động trái pháp luật của Ấn Độ, bị buộc tội âm mưu sát hại một linh mục đạo Hindu ở Punjab. Nijjar bị bắn chết ở British Columbia vào ngày 18 tháng 6 năm 2023.
Vào ngày 18 tháng 9, Thủ tướng Canada Justin Trudeau tuyên bố rằng thông tin tình báo do chính phủ Canada thu thập chỉ ra rằng các đặc vụ của chính phủ Ấn Độ đã ám sát Nijjar. Bộ trưởng Bộ Ngoại giao Canada Mélanie Joly đã trục xuất một nhà ngoại giao mà bà mô tả là người đứng đầu cơ quan tình báo Ấn Độ ở Canada. Bộ ngoại giao Ấn Độ đã bác bỏ cáo buộc này, gọi nó là "vô lý" và có động cơ. Sau đó, chính phủ Ấn Độ đã trục xuất một nhà ngoại giao hàng đầu của Canada, người được các nguồn tin mô tả là trưởng cơ quan tình báo Canada ở Ấn Độ.